# Mala Učka (Mošćenička Draga)
Mala Učka jest ruralno naselje u Hrvatskoj u sastavu općine Mošćeničke Drage. Nalazi se u Primorsko-goranskoj županiji.

## Upravna organizacija
Jedan dio Male Učke (Gornje Selo) dijelom je Grada Opatije, a drugi dio (Donje Selo) dijelom je općine Mošćeničke Drage. Malu Učku čine dva zaselka: Pilati, gdje su živjeli Brumnjaci i Selo, gdje su živjeli Brubnjaci. Pilati su pripadali k.o. Vranji i pokapali su se na groblju u Vranji, a oni iz Sela pripadali su k.o. Mošćenice i pokapali su se na groblju u Mošćenicama.

## Zemljopis
Nalazi se na području parka prirode Učke. Sjeveroistočno je jedan od vrhova Učke Vojak, sjeverozapadno je Boljunsko Polje, jugozapadno su Šušnjevica, Nova Vas i Jesenovik, jugoistočno su Trebišća, Sveti Petar, Mošćenička Draga i Sučići, istočno-jugoistočno je Medveja, sjeveroistočno su Tuliševica, Liganj i Dobreć. Iz Male Učke može se cestom do Vele Učke.
Najviše je ruralno naselje u Istri.

## Povijest
Selo je 1912. iz snažnih izvora vode koji su iznad sela dobilo tekuću vodu, istovremeno kao svjetski poznata Opatija. 
30. travnja 1944. godine njemački i talijanski okupatori spalili su selo. Učkarima su uslijedile teške gospodarske prilike zbog čega su iselili poslije rata.
1956. izgradnjom televizijske antene na Učci Mala Učka dobila je električnu struju.
1993. godine podijeljena je na Gornje i Donje selo. Donje Selo uvršteno je pod naselje Grabrova. 2007. ponovno je Donje selo vraćeno u okvire naselja.

## Gospodarstvo
Dok je selo bilo naseljeno, glavna gospodarstva djelatnost Učkara bila je stočarstvo i proizvodnja sira po čijoj su dobroj kvaliteti bili poznati (ovčji sir i skuta).

## Stanovništvo
Selo danas ima jednog stalnog stanovnika. Prema popisu 2011. nije bilo stanovnika., ali se prema tom popisu selo nalazi pod administrativnom upravom grada Opatije. Ljeti je naseljeno kad dođu ovčarske obitelji dovesti blago na ispašu koja je ovdje kvalitetna.Također, jedna kuća je potpuno obnovljena.
| broj stanovnika |       | 2     |
|                 | 2011. | 2021. |

## Kultura
- Zbog slikovitosti Hrvatska ga je 1976. godine upisala u Registar nepokretnih spomenika kulture kao zaštićenu ruralnu cjelinu.